# قائمة المأكولات الفلسطينية
أطباق الطعام الفلسطينية أو أكلات فلسطينية أو مأكولات فلسطينية
يعتبر المطبخ الفلسطيني من المطابخ العربية الشرقية المهمّة التي تمثل أحد أهم و أعرق مطابخ بلاد الشام. ويتميّز بأطباقه التقليدية اللذيذة، وقد تأثر بثلاث ثقافات أساسية عبر التاريخ، وهي ثقافة العرب والفرس والأتراك.
فهو مطبخ غني متنوع. وفيما يلي قائمة بأسماء الأطباق الفلسطينية:

## أطباق رئيسية
| اسم الطبق                            | الصورة | الوصف | أماكن انتشاره            |
| ------------------------------------ | ------ | --- | ------------------------ |
| الكبة المقلية                        |        | تصنع من عجينة مكونة من (برغل مطحون مع لحم الضأن)، تشكّل على شكل بيضوي مدبب الطرفين، وتحشى باللحم والبصل واللوز أو الصنوبر وتقلى بالزيت. | عموم فلسطين              |
| كبة في الصينية                       |        | طبقتين من عجينة الكبة (برغل مطحون مع لحم الضأن) بينهما طبقة من اللحم والبصل واللوز أو الصنوبر، تمد على صينية، وتشوى في الفرن. | الجليل                   |
| الكباب الفلسطيني                     |        | يحضر من اللحم المفروم مع البقدونس و البصل، وبعض البهارات، ويشوى مع قطع البندورة و البصل على الفحم باستعمال أسياخ الشوي. | عموم فلسطين              |
| المسخن                               |        | طبق تاريخي ابتكره الفلسطينيون منذ العصور الموغلة في القدم، ويتكون من خبز الطابون توضع فوقه قطع الدجاج المسلوق والمتبّل مع البصل والسماق والفلفل والزعفران وحبوب الصنوبر المقلي وزيت الزيتون. ويعتبر المسخّن [[طبق وطني\|الطبق الوطني لدولة فلسطين                                                                                         | عموم فلسطين              |
| مسخن رول (مسخن بخبز شراك)            |        | وهو من الأطباق الحديثة قطع صدور دجاج شرحات مع بصل وسماق وزيت زيتون (حشوة المسخن بخبز الطابون)؛ تلف بخبز شراك، توضع في الفرن لمدة 10 دقائق للتحمير. يقدم مع سلطة عربية، وشوربة فريكة. | عموم فلسطين              |
| مقلوبة                               |        | طبق فلسطيني تاريخي و هو عبارة عن طنجرة من الأرز مع قطع من الخضراوات المقلية وتكون غالباً باذنجان و\أو قرنبيط و\أو بطاطا، أو فول أخضر وحده، مع الدجاج أو لحم الضأن، سميت بهذا الاسم لأن المكونات توضع بشكل مقلوب في الصينية، حيث تقلب محتويات الطنجرة بعد تمام الطهي في طبق التقديم. ويرجع تاريخ هذا الطبق إلى القرن الثالث عشر للميلاد.  | عموم فلسطين              |
| ربيعية                               |        | طبق شعبي قديم، يتكون من الفول الأخضر واللحم والأرز، حيث تطهى هذه المكونات سوياً ثم يسكب في الأواني. |                          |
| ورق الدوالي (ورق العنب)              |        | وهو عبارة عن ورق شجرة العنب المسلوق (ليطرى)، يلف على خلطة من الأرز واللحم المفروم وبعض البهارات والمطيبات. | عموم فلسطين              |
| كفتة                                 |        | عبارة عن لحم ضأن مفروم مع بقدونس وبصل فرما ناعما، ويفرش في الصينية أو يشكّل كأصابع، أو يكور كرات صغيرة، ويطبخ في عصارة البندورة أو طحينية (حسب الرغبة). | عموم فلسطين              |
| كفتة بورق العنب                      |        | لحم ضأن مفروم مع بقدونس وبصل فرما ناعما، يشكل على شكل كرة صغيرة، يوضع أسفل اللحم قطعة بصل وفوقها قطعة بندورة، ويتم لفها بثلاث ورقات من ورق العنب المسلوق. وتوضع في صينية في الفرن. وتقدم باردة أو ساخنة. | القدس                    |
| كفتة داوود باشا                      |        | لحمة ضأن مفرومة مع بصل وبقدونس فرم ناعم، تكور كرات صغيرة، وتوضع في وعاء مع بطاطا مكعبات وبصل شرحات مع صوص البندورة، بعد نضجها تقدم مع طبق من الأرز الأبيض. |                          |
| لخنة نابلسية                         |        | ورق الزهرة (القرنبيط) يطهى بنفس طريقة ورق العنب (ورق الدوالي)، لكن يتميز بشكله المخروطي وليس أسطواني كورق العنب، وبإضافة الكثير من الثوم. | نابلس                    |
| العكوب                               |        | العكوب نبات شوكي، ينمو في جبال الجليل والأغوار ونابلس. وتشتهر نابلس باهتمامها الشديد بهذا الطبق، ويطهى بطريقتين: فإماأن يطهى العكوب المنظف والمقطع مع اللحم والبصل باللبن الرايب. أو يحمص العكوب بزيت الزيتون. | نابلس                    |
| مجدرة                                |        | طبق شعبي فلسطيني، يتكون من العدس والبرغـل (القمح المسلوق) أو العدس والأرز وزيت الزيـتون، والبصل المقلي المحمر. ويشكل البصل المقلي مكونًا رئيسيًا عظيم الشأن في هذا الطعام. بعد غزو الأرز للمطبخ الشامي أصبح يستعمل الأرز بدل البرغل. | عموم فلسطين              |
| شيشبرك                               |        | يتكون هذا الطبق من قطع صغيرة من عجين طحين القمح، المحشوة باللحم والبصل والبقدونس والبهار؛ وتطهى هذه القطع بسائل اللبن الكثيف. | عموم فلسطين              |
| مفتول                                |        | هو طعام شعبي فلسطيني يؤكل في أيام الشتاء عادةً. يعود تاريخه إلى عصور ما قبل الميلاد. والمفتول عبارة طحين القمح المشكّل على هيئة حبيبات كروية صغيرة جدا، يتم طهيها على بخار مرقة الدجاج، ويخلط بعد الطهي بزيت الزيتون المتبل والمبهر خاصة بالكمون والبصل الناعم. تقدم يخنة الكوسا والحمص أو يخنة البطاطا إلى جانب المفتول.                 | عموم فلسطين              |
| فريكة                                |        | يعدّ من الأطباق الشعبية الدارجة في فلسطين؛ يتم الحصول على الفريكة من حرق سنابل القمح الخضراء حرقا خفيفا على قش ناشف؛ ثم تجمع وتفرك لاستخراج حبات القمح، وتطبخ إما شوربة بمرق اللحم أو الدجاج، أو تفلفل كالأرز وتوضع فوقها قطع اللحم أو الدجاج والمسكرات.                                                                                 |                          |
| فاصوليا خضراء                        |        | تقطع الفاصوليا الخضراء، وتطبخ مع صوص البندورة واللحم، وتقدم بجانب الأرز الأبيض. |                          |
| فاصوليا بيضاء (ناشفة)                |        | تنقع الفاصوليا البيضاء لمدة تزيد على 6 ساعات، ثم تطبخ مع صوص البندورة واللحم، وتقدم وحدها أو بجانب طبق من الأرز الأبيض. |                          |
| ملوخية مفرومة وملوخية ورق ( بوراني ) |        | تفرم أوراق الملوخية حتى تصبح ناعمة جدا، ثم تطبخ مع مرقة اللحم أو الدجاج، وقليل من البصل والثوم والكزبرة. تقدم ساخنة، وحدها أو مع طبق من الأرز الأبيض. أما طبق الملوخية الورق فلا يتم فرم أوراق الملوخية، ثم تطبخ مع مرقة اللحم أو الدجاج، مع إضافة البصل و الثوم و القليل من اللوز المبشور. تقدم ساخنة وحدها أو مع طبق من الأرز الأبيض. | عموم فلسطين              |
| سمك مشوي مع صوص الطرطور              |        | سمك مشوي بالفرن، يقدم مع صوص الطرطور؛ وهو عبارة عن طحينية وثوم وعصير ليمون وملح وبقدونس وقليل من الماء . | قطاع غزة والمدن الساحلية |
| القدرة الخليلية                      |        | طبق شعبي يطهى فيه الأرز ذو الحبة الطويلة مع اللحم والبهارات الخاصة بالقدرة الخليلية، بدون إضافات كالبصل وحب الحمص، ويستخدم في الطهي قدر نحاسي مخصوص غطاؤه من القصدير، ويطهى في أفران حجرية خاصة، وباستخدام الفحم وليس الغاز؛ لذلك قلما يطهى في المنازل، بينما في قرى الخليل يستخدم قدر فخاري مما يجعل الطعم يشبه القدرة الغزاوية.       | مدينة الخليل             |
| قدرة غزاوية                          |        | كالقدرة الخليلية لكن يضاف الحمص الحب، والثوم، ويطهى في قدرة من الفخار؛ في أفران الغاز العادية. | قطاع غزة                 |
| محشي خيار                            |        | يحفر الخيار كالكوسا، ويحشى بالأرز ولحم مفروم وبعض التوابل، ثم يطهى بالماء كالكوسا، ثم يقلى بزيت. ويقدم بجانب سلطة لبن مع لب الخيار. | نابلس                    |
| صينية بامية بالفرن                   |        | بامية بحجم صغير أو وسط، مع قطع لحم بحجم صغير توضع في الفرن مع صوص بندورة وبصل وتوابل. يؤكل بخبز، ويقدم مع فلفل أخضر وزيتون ومخللات. |                          |
| فقاعية                               |        | تقطع أوراق السلق بشكل ناعم ثم يحمس مع بصل ناعم في الزيت، ثم يضاف الأرز، ويضاف على المكونات المرق، يقلب على نار هادئة حتى قبيل استواء الأرز. ثم يضاف اللحم أو الدجاج المسلوق. يضاف حمص حب وكمية من عصير الليمون الحامض. ويقدم مع المخلل الحامض.                                                                                          | غزة                      |
| طحال محشي جوز                        |        | طحال غنم ينظف، ويحشى جوز وبقدونس وفلفل حلو، ثم يشوى في الفرن على درجة حرارة عالية، يزين بالليمون والجوز، ويقدم ساخنا أو باردا. |                          |
| صينية دجاج بالفرن                    |        | يتبل الدجاج، ويحمس بالزيت مع بصل، ثم يوضع في صينية بالفرن مع بطاطا شرحات أو مكعبات، ومرق الدجاج وصوص البندورة وتوابل. يقدم ساخنا. |                          |
| مسقعة باذنجان باللحمة                |        | تقلى شرحات الباذنجان، ثم ترص طبقة في صينية ويوضع فوقها طبقة من اللحم المفروم بعد حمسه مع بصل بالزيت، وتغطى بطبقة ثانية من شرحات الباذنجان، ويسكب عليها ماء وماجي (أو مرق) مع توابل وملح، توضع في الفرن حتى تنضج. يقدم هذا الطبق ساخنا.                                                                                                  |                          |
| مْطَفَّيَة (زهرة باللبن)                  |        | تطهى قطع اللحم، يضرب لبن الجميد مع مرق اللحم على الخلاط، ويضاف إلى اللحم، تقلى قطع الزهرة (القرنبيط) ثم تضاف إلى لبن الجميد، ويضاف الثوم، تترك حتى تنضج الزهرة جيدا، يقدم هذا الطبق مع الأرز. | الخليل                   |
| لبنية فول (فول باللبن)               |        | فول أخضر يسلق، وتسلق قطع اللحم، ويوضع لبن رايب (أحيانا يعمل بلبن جميد) على النار مع تحريك مستمر وعند الغليان تضاف مرقة اللحم وعند الغليان يضاف الفول واللحم. يقدم بجانب طبق من الأرز المبهر. | الخليل                   |
| اللخنة الخضراء                       |        | تحشى كورق الدوالي وتطبخ مع اللحم ومرق البندورة وتشتهر بها مدينة نابلس ومنها تؤخذ مع المغتربين للخارج . | نابلس                    |
| اللخنة البضاء ( الملفوف )            |        | تحشى كورق الدوالي لكن بحجم أكبر قليلا , وتطبخ مع الثوم ومرق اللحم او الدجاج والليمون . | عموم فلسطين              |
| رقاق بالعدس                          |        | | طولكرم                   |

## حلويات
| اسم الطبق        | الصورة | الوصف | أماكن انتشاره                  |
| ---------------- | ------ | --- | ------------------------------ |
| كنافة نابلسية    |        | طبقة من جبنة بيضاء غير مالحة، يوضع فوقها طبقة من شعيرية خاصة بالكنافة تصبغ بلون برتقالي، تطهى في الفرن، ثم يضاف إليها قطر ساخن، وتزين بالفستق الحلبي، يقدم هذا الطبق ساخنا. | نابلس ثم انتشرت في عموم فلسطين |
| بحته (أرز بحليب) |        | يطبخ الأرز في حليب وقليل من مادة النشا، حتى يكثف الخليط ويطهى الأرز جيدا. يضاف منكهات مثل ماء الورد يزين بالقرفة وجوز الهند. ويقدم باردا.                                   | عموم فلسطين                    |
| كلاج نابلسي      |        | رقاقات ملفوفة من عجينة الكلاج محشوة بالجبنة البيضاء الحلوة، أو جوز(عين الجمل) مع قرفة وسكر، تطهى في الفرن، ثم تسقى بالقطر، وتقدم ساخنة.                                     | نابلس                          |
| صينية حلبة       |        | سميد وطحين وحبوب الحلبة، تعجبن بماء مغلي الحلبة أو ماء فقط، وتفرد في صينية ثم تخبز في فرن حار على 200 درجة. تسقى بالقطر الفاتر وهي ساخنة.                                   |                                |
| التمرية          |        | هي قطعة من السميد المحلى مغلفة بالعجين الرقيق والمقلي والمقرمش، اشتهر تناولها صباحا وهي طازجة في مدينة نابلس.                                                               | نابلس                          |
| الحلاوة وزلابية  |        | هي معقود القطر على الجزر المبشور او القرع ويغلف بقطعة من الخبز الخاص وتؤكل طازجة وساخنة                                                                                     | نابلس                          |